# Aradus cinnamomeus
Aradus cinnamomeus is een wants uit de familie van de schorswantsen (Aradidae). De soort werd het eerst wetenschappelijk beschreven door Georg Wolfgang Franz Panzer in 1806.

## Uiterlijk
De platte, brede, roodbruine wants is kortvleugelig (brachypteer) of langvleugelig (macropteer) en kan 3 tot 5 mm lang worden. Ook de antennes zijn grotendeels roodbruin met uitzondering van het laatste segment dat donkerder is. Het tweede en derde segment zijn even lang. De opvallend brede zijrand van het achterlijf (het connexivum) is roodbruin en het doorzichtige deel van de voorvleugels reikt niet tot direct onder het scutellum zoals bij veel andere soorten.

## Leefwijze
De wantsen paren in mei en juni en de eieren worden onder de schors afgezet. De soort doorstaat de winter als volwassen dier maar ook als nimf omdat die er twee jaar over doen om volwassen te worden. In tegenstelling tot veel andere schorswantsen leeft deze wants niet van schimmels en zwammen maar van sap uit de jonge takjes. Normaliter kan de soort gevonden worden op dennen in heidegebieden of zandgronden maar ook op andere naaldbomen zoals sparren en larix.

## Leefgebied
De soort is in Nederland redelijk algemeen. De verspreiding is verder Palearctisch, van Europa tot het Midden-Oosten, Centraal-Azië, de Kaukasus en Siberië.